# Láma (buddhizmus)

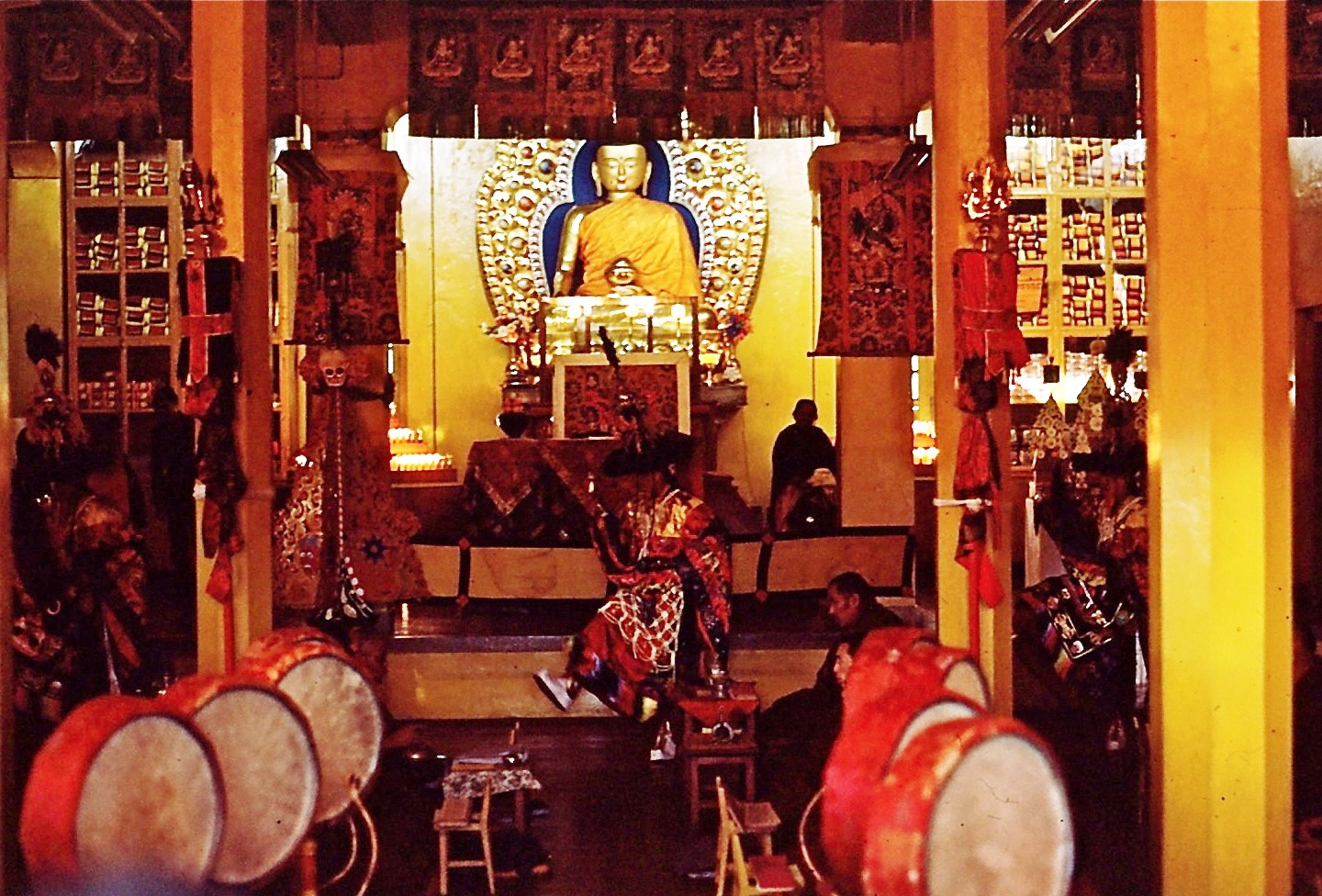
Láma tánc, Dharamszala, India, 1980

A láma (tibeti: བླ་མ་; Wylie: bla-ma; "legfőbb szerzetes") a dharma tanítójának elnevezése a tibeti buddhizmusban. A név hasonlít a szanszkrit guru elnevezéshez.

## Leírása
Történelmileg a kifejezést tiszteletbeli spirituális mesterekre használták vagy kolostorvezetőkre. Ma ilyen kifejezéssel megtisztelhetnek egy szerzetest (a férfiaknál bhikkhu, a nőknél bhikkhuni), illetve (a Nyingmapa, Kagyüpa és Szakjapa iskolákban) a tantrikus gyakorlót, aki magas spirituális szintet ért el és aki jogot formált az oktatásra. Ezen kívül szerepelhet címként is mint például a dalai lámák, vagy a pancsen lámák esetében, amikor egy újraszületési vonalat jelöl (tulkuk).
Talán a tibeti buddhizmus megértésével fáradozó korai nyugati tudósok kezdeti félreértései miatta láma kifejezést általános értelemben használták a tibeti szerzetesekre. Hasonló módon a tibeti buddhizmust "lámaizmusként" is nevezték. A korai utazók és tudósok még nem értették, hogy ez a buddhizmus egy formája. Valószínűleg azt sem sejtették, hogy különbség van a tibeti buddhizmus és az ősi bön között. A lámaizmus kifejezést ma már sokan lealacsonyítónak tekintik.
A tibeti buddhizmus vadzsrajána ösvényén a láma gyakran a tantrikus spirituális útmutatót, a gurut, a jógit, vagy a jóginit jelenti a buddhisták számára. Ilyen esetben a láma a "három gyökér" (a Három drágaság egyik változata) egyikeként jelenik meg a jidam és a védelmező (aki lehet egy isten alak) mellett.